# زياد بهاء الدين
زياد بهاء الدين اقتصادي وقانوني وسياسي مصري، ونجل الكاتب أحمد بهاء الدين، مواليد قرية الدوير, مركز صدفا, محافظة أسيوط.

## حياته المهنية
- ليسانس الحقوق من جامعة القاهرة
- بكالوريس الاقتصاد من الجامعة الأمريكية بالقاهرة
- ماجستير قانون الأعمال الدولى جامعة لندن
- دكتوراه في القانون من جامعة لندن
- يعمل أستاذاً وأحد أعضاء مجلس أمناء الجامعة الأمريكية بالقاهرة
- رئيس مجلس إدارة شركة الصعيد للاستثمار
- شغل منصب رئيس الهيئة العامة للاستثمار حتى عام 2007
- شغل منصب أول رئيس للهيئة العامة للرقابة المالية من 2009 وحتى 2011
- عضو الهيئة العليا للحزب المصري الديموقراطي
- مؤسس ومدير المبادرة المصرية للوقاية من الفساد
- مؤسس ومدير جمعية شراع المستقلة للدعم القانوني
- المستشار القانونى للبنك المركزى المصرى
- عضو مجلس الشعب المصري 2011 المنحل.
- نائب رئيس الوزراء المصري للشؤون الاقتصادية ووزير التعاون الدولي سابقا.[3]
- قبلت يوم 30 ديسمبر 2013م استقالته من منصبه كنائب رئيس وزراء ووزير تعاون دولي.[4]